# Iltforgiftning
 Denne artikel bør gennemlæses af en person med fagkendskab for at sikre den faglige korrekthed.

Iltforgiftning opstår, når man har indåndet gas/luft hvor iltpartialtrykket er på niveau med eller højere end ca. 1,6 atmosfære.
Inden for dykning skelner man imellem to former for iltforgiftning: lungeforgiftning, også kaldet helkropsforgiftning og centralnervesystemsforgiftning (CNS).

## CNS
Centralnervesystemsforgiftning opstår ved indånding af gas/luft, hvor iltpartialtrykket er på niveau med eller højere end 1,6 atmosfærer. Denne form for iltforgiftning opstår meget hurtigere end lungeforgiftning. Hvad det høje iltpartialtryk nøjagtigt gør, som forårsager forgiftningen, er ukendt, men det menes, at det høje iltpartialtryk hæmmer visse enzymer, der har indflydelse på de biokemiske funktioner i hjernen. 
Iltpartialtrykket, der forårsager CNS-forgiftningen, kan variere. Flere faktorer har indflydelse på CNS-forgiftningen.
Af faktorer, der påvirker individers følsomhed overfor CNS-forgiftning i negativ retning, kan nævnes
- Højt indhold af kuldioxid (CO2)
- Høje temperaturer
- Hårdt arbejde
- At befinde sig under vand. Hvis man befinder sig i et tørt trykkammer kan man tolerere højere iltpartialtryk.

Forskellige individer har forskellig følsomhed overfor CNS-forgiftning, og denne følsomhed varierer også over tid hos et individ.
CNS-forgiftning medfører kramper, der minder om et epileptisk anfald, hvilket for en dykker vil resultere i drukning.
Symptomerne på CNS forgiftning er:
- Synsforstyrrelser, tunnelsyn, pletter og farver
- Forstyrrelse af hørelse, tinnituslignende ringen/brusen
- Kvalme
- Kildende fornemmelse i de mindre muskelgrupper i ansigtet, specielt i læberne
- Irritabilitet
- Svimmelhed
- Følelsesløshed
- Kramper

CNS-forgiftning er noget, en dykker skal være særligt opmærksom på, hvis der anvendes nitrox til dykning eller ilt til dekompression.

## Lungeforgiftning
Lungeforgiftning opstår, efter at man har indåndet gas/luft, hvor iltpartialtrykket er imellem 0,6 og ca. 1 atmosfære igennem længere tid.
Ilt skader lungerne ved at forårsage hævelse i alveolerne. Denne hævelse forøger distancen, som ilten skal diffundere ind i blodbanen. Hævelsen gør lungevæggen hård, hvilket besværliggør vejrtrækningen. Hævelsen fortager sig efter nogen tid ved et lavere iltpartialtryk. Ved fortsat indånding af et højt iltpartialtryk vil alveolerne blive ødelagt, og man vil dø af hypoxia på trods af det høje iltpartialtryk.
Hvis man indånder 100 % ilt ved et tryk på én atmosfære (iltpartialtryk (PpO2) = 1 ATA) igennem en periode på 24 timer, kan der opstå irritation af luftvejene og lungerne. Man vil få symptomer som hoste, stakåndethed og smerte bag brystbenet. Ved lavere iltpartialtryk vil der gå længere tid, inden symptomerne opstår.
Lungeforgiftning er et problem, der ikke eksisterer inden for sportsdykning og teknisk dykning, fordi den tid, man skal udsættes for forhøjet iltpartialtryk, langt overstiger den tid, en sportsdykker er udsat for det. Inden for mætningsdykning er det et problem.